# Fantasies
Fantasies es el cuarto disco de estudio de la banda canadiense Metric.Fue lanzado el 7 de abril de 2009. En los EE. UU. debutó en el #1 en Billboard Top Heatseekers y alcanzó el puesto #76 en el Billboard 200. Debutó en el #13 en los rankings de éxitos de los álbumes de Canadá y alcanzó el puesto #6.

## Antecedentes
El primer sencillo del álbum "Help, i'm Alive" se añadió a iTunes Store el 23 de diciembre de 2008 en Canadá. El sencillo también estaba disponible en disco de vinilo de 7" en su sitio web, y estaba disponible en su "Jingle Bell Rock tour" en diciembre de 2008. El 13 de febrero de 2009, la imagen de la portada del álbum fue agregado a la canción "Help, i'm Alive" en lista de reproducción en MySpace. El 28 de febrero de 2009, la banda añadió la canción" Gimme Sympathy" a su lista de reproducción en MySpace.
Métric optó por el auto-lanzamiento del álbum. El éxito comercial posterior, a pesar de ser filtrado antes de su lanzamiento, llevó al New York Times que el uso de indicadores como la banda central, en un artículo sobre el papel cada vez menor de los principales sellos discográficos en la industria de la música.
La canción "Front Row" fue ofrecido en un episodio de Grey's Anatomy , y lanzado como sencillo en iTunes el mismo día. La vocalista Emily Haines dijo que "Front Row" fue inspirado por la novela de la calle Great Jones por Don DeLillo.
"Gold Guns Girls" fue incluida en la película Zombieland , así como en un episodio de la serie de televisión Entourage , en el juego de EA Sports FIFA 10 y en la introducción y los créditos de Totally Spies: The Movie . "Help, I'm Alive" apareció en un episodio de The Vampire Diaries , y durante los créditos finales de la película de 2009 "Defendor".
La canción "Black Sheep", fue grabado para el álbum, pero se quedó finalmente fuera porque sentían que "también, obviamente, refleja el sonido de la banda". Desde entonces, ha sido puesto en la banda sonora de Scott Pilgrim vs The World.

## Recepción
La recepción para el álbum ha sido en general positiva. En la actualidad tiene una calificación de 77% en Metacritic, de 28 comentarios. Amazon.com colocó a Fantasies en la posición 11 de la lista de "Los mejores álbumes de 2009". El sencillo "Gimme Sympathy" ha sido muy popular entre las estaciones de radio de rock alternativo. El álbum fue nominado finalista del Premio Polaris Music 2009, y también ganó dos premios Casby el 22 de octubre de 2009; en la NXNE fue nominado al premio de Nuevo disco Indie favorito y a Álbum favorito.
El álbum también alcanzó el disco de platino en Canadá que por vender más de 80 000 copias. El 18 de abril de 2010, el álbum ganó el premio Juno de Álbum Alternativo del Año en el 2010 los Premios , así como la banda ganadora del Grupo del Año .

## Lista de canciones
| Edición Estándar |                   |          |  |
| N.º              | Título            | Duración |  |
| 1.               | «Help I'm Alive»  | 4:45     |  |
| 2.               | «Sick Muse»       | 4:17     |  |
| 3.               | «Satellite Mind»  | 3:42     |  |
| 4.               | «Twilight Galaxy» | 4:53     |  |
| 5.               | «Gold Guns Girls» | 4:05     |  |
| 6.               | «Gimme Sympathy»  | 3:54     |  |
| 7.               | «Collect Call»    | 4:46     |  |
| 8.               | «Front Row»       | 3:34     |  |
| 9.               | «Blindness»       | 4:26     |  |
| 10.              | «Stadium Love»    | 4:13     |  |

| Pre-orden Bonus tracks |                                       |          |  |
| N.º                    | Título                                | Duración |  |
| 11.                    | «Help I'm Alive» (Acoustic Version)   | 4:49     |  |
| 12.                    | «Waves» (Limited Edition bonus track) | 3:06     |  |
| 13.                    | «Gimme Sympathy» (Acoustic Version)   | 3:27     |  |
| 14.                    | «Nobody Home» (Pink Floyd cover)      | 3:14     |  |

| Edición de Lujo |                                        |          |  |
| N.º             | Título                                 | Duración |  |
| 11.             | «Waves» (Exclusive B-Side)             | 3:07     |  |
| 12.             | «The Gates» (Exclusive B-Side)         | 3:10     |  |
| 13.             | «Help I'm Alive» (Acoustic)            | 4:52     |  |
| 14.             | «Gimme Sympathy» (Acoustic)            | 3:29     |  |
| 15.             | «Sick Muse» (Acoustic)                 | 4:48     |  |
| 16.             | «Sick Muse» (Adam Freeland Remix)      | 6:05     |  |
| 17.             | «Gimme Sympathy» (Adam Freeland Remix) | 5:52     |  |
| 18.             | «Help I'm Alive» (Twelves Remix)       | 4:25     |  |
| 19.             | «Nobody Home» (Pink Floyd Cover)       | 3:15     |  |
| 20.             | «Sugar Mountain» (Neil Young Cover)    | 5:31     |  |

## Créditos
- Emily Haines - Voz y teclados.

- James Shaw - Guitarra eléctrica.

- Josh Winstead - Bajo eléctrico.

- Joules Scott-Key - Batería

## Ranking de éxitos
| Ranking de éxitos (2009)              | Máxima posición |
| ------------------------------------- | --------------- |
| Canadian Albums Chart                 | 6               |
| U.S. Billboard 200                    | 76              |
| U.S. Billboard Tastemakers            | 11              |
| U.S. Billboard Top Heatseekers        | 1               |
| U.S. Billboard Top Independent Albums | 6               |
| U.S. Billboard Top Rock Albums        | 22              |
| Australian Albums Chart               | 48              |